# EuroHockey Club Champions Cup 1976 (Herren, Feld)
Der dritte offizielle von der European Hockey Federation ausgetragene EuroHockey Club Champions Cup der Herren im Hockey fand vom 4.–7. Juni 1976 in Amsterdam statt. Es nahmen zwölf Clubs aus elf Ländern teil. Deutschland war neben dem deutschen Meister Rüsselsheimer RK noch mit Titelverteidiger SC Frankfurt 1880 vertreten. Der Londoner Verein Southgate HC gewann den Europapokal durch ein 3:2 im Endspiel gegen Royal Uccle Sport.

## Vorrunde
Gruppe A
SC Frankfurt 1880 - Slavia Prag 2:5
HC Bra - SC Frankfurt 1880 0:1
Slavia Prag - HC Bra 1:1
| Pos. | Verein            | Tore | Punkte |
| ---- | ----------------- | ---- | ------ |
| 1.   | Slavia Prag       | 6:3  | 3:1    |
| 2.   | SC Frankfurt 1880 | 3:5  | 2:2    |
| 3.   | HC Bra            | 1:2  | 1:3    |

Gruppe B
Royal Uccle Sport - Inverleith HC 3:0
FC Lyon - Royal Uccle Sport 1:3
Inverleith HC - FC Lyon 4:1
| Pos. | Verein            | Tore | Punkte |
| ---- | ----------------- | ---- | ------ |
| 1.   | Royal Uccle Sport | 6:1  | 4:0    |
| 2.   | Inverleith HC     | 4:4  | 2:2    |
| 3.   | FC Lyon           | 2:7  | 0:4    |

Gruppe C
Club Egara - Warta Posen 1:0
Southgate HC - Rotweiss Wettingen 3:2
Warta Posen - Southgate HC 1:2
| Pos. | Verein       | Tore | Punkte |
| ---- | ------------ | ---- | ------ |
| 1.   | Southgate HC | 5:3  | 4:0    |
| 2.   | Club Egara   | 3:3  | 2:2    |
| 3.   | Warta Posen  | 1:3  | 0:4    |

Gruppe D
Amsterdamer H&BC - Rüsselsheimer RK 1:1 
Cardiff HC - Amsterdamer H&BC 0:6
Rüsselsheimer RK - Cardiff HC 6:0
| Pos. | Verein           | Tore | Punkte |
| ---- | ---------------- | ---- | ------ |
| 1.   | Rüsselsheimer RK | 7:1  | 3:1    |
| 2.   | Amsterdamer H&BC | 7:1  | 3:1    |
| 3.   | Cardiff HC       | 0:12 | 0:4    |

Rüsselsheim qualifiziert sich durch Siebenmeterschießen gegen Amsterdam für das Halbfinale.

## Platzierungsspiele
FC Lyon - Cardiff HC 5:1
HC Bra - Warta Posen 4:3
Spiel um Platz 11
Warta Posen - Cardiff HC 4:3
Spiel um Platz 9
HC Bra - FC Lyon 2:3

Inverleith HC - Amsterdamer H&BC 1:5
SC Frankfurt 1880 - Club Egara 0:1
Spiel um Platz 7
SC Frankfurt 1880 - Inverleith HC 4:2
Spiel um Platz 5
Club Egara - Amsterdamer H&BC 3:2

Halbfinale
Slavia Prag - Southgate HC 0:1
Royal Uccle Sport - Rüsselsheimer RK 5:3
Spiel um Platz 3
Slavia Prag - Rüsselsheimer RK 2:4
Finale
Southgate HC - Royal Uccle Sport 3:2

## Quelle
- Deutsche Hockeyzeitung Juni 1976
- EHF Handbook 2016